# Coudeville-sur-Mer
Coudeville-sur-Mer település Franciaországban, Manche megyében. Lakosainak száma 873 fő (2022. január 1.). Coudeville-sur-Mer Bréhal, Anctoville-sur-Boscq, Bréville-sur-Mer, Chanteloup, Hudimesnil, Longueville, Saint-Jean-des-Champs és Saint-Planchers községekkel határos.

## Népesség
A település népességének változása:
| Lakosok száma | 507  | 546  | 724  | 718  | 870  | 859  | 856  | 859  | 868  | 873  |
|               | 1968 | 1982 | 1990 | 2006 | 2013 | 2015 | 2017 | 2019 | 2020 | 2022 |